# Heinz Erven
Heinz Erven (* 25. Januar 1900 in Brühl (Rheinland); † 23. Juni 1993) war ein deutscher Landwirt. Er war ein Pionier der Praxis auf dem Gebiet des biologischen Anbaus von Obst und Gemüse.

## Leben
Heinz Erven, Sohn des Brühler Architekten Matthias Erven (s. unter Max-Ernst-Museum), besuchte das Gymnasium in Brühl. Er wurde Volontär in einem landwirtschaftlichen Betrieb am Niederrhein und studierte Landwirtschaft in Bonn. Als Diplom-Landwirt absolvierte er eine zweisemestrige Ausbildung in Pädagogik an der Höheren Landwirtschaftsschule in Kleve. In den Semesterferien unternahm er Studienreisen im In- und Ausland. Im Anschluss arbeitete Erven zehn Jahre als Landwirtschafts- und Gemüsebauer in Krefeld.
Später zog er nach Berlin. Dort war Erven viele Jahre als Journalist im Scherl-Verlag (Scherl-(Hugenberg-)Verlag) tätig und redigierte die landwirtschaftliche Zeitschrift „Praktischer Ratgeber für Landwirtschaft und Gemüsebau“. Neben dieser Tätigkeit bewirtschaftete er einen 1.000 Quadratmeter großen Garten in Berlin-Grünau nach biologischen Kriterien.
Als Soldat war Erven längere Zeit in Holland, wo er für die Ernährung der Stadtbevölkerung aus der eigenen Landwirtschaft zu sorgen hatte. Aus der Gefangenschaft des Zweiten Weltkrieges zurückgekehrt, erlitt er 1948 einen Motorradunfall und verbrachte einen längeren Krankenhausaufenthalt in Kranenburg am Niederrhein. In dieser Phase ereignete sich der entscheidende Wendepunkt in seinem Leben; nach dem Verlust seiner materiellen und beruflichen Existenz in Berlin machte er sich auf die Suche nach einem Stück Land. Die Siedlungsbehörde wies ihm und seiner Frau Lilly ein 6,5 Hektar großes Gelände zwischen Remagen und Bad Neuenahr zu, das Erven „Paradies“ nannte. In der Anfangszeit der Bewirtschaftung dieses Geländes war Erven drei Jahre als Biologielehrer des Staatlichen Gymnasium in Bad Neuenahr tätig.
Er bewirtschaftete bei Remagen am Rhein ein 6,5 Hektar großes Gelände und arbeitete seit 1948 ohne jeden Einsatz von salzhaltigen Düngemitteln und ohne Herbizide, Insektizide oder Fungizide. Heinz Erven nannte dieses Gelände „Paradies“ in der Absicht, aus unverdorbener Erde Erzeugnisse herauszuholen, die der Gesundheit dienen, ohne den Einsatz von fragwürdigen, teils bedenklichen Agrarchemikalien, unter Beibehaltung der Dauerfruchtbarkeit des Bodens.
1959 eröffnete Erven auf dem Gelände eine „Private biologische Versuchs- und Lehranstalt“, die erste dieser Art in Deutschland, über die in mehreren Zeitschriften berichtet wurde.
Heinz Erven hielt seit etwa 1970 in den Wintermonaten Vorträge in der Schweiz, in Österreich, Liechtenstein, Belgien und Holland. 1971 berichtete Oswald Hitschfeld (1904–1993; Landwirt, Landwirtschaftsberater, Buchautor) in einem Buch über Ervens Paradies. Die zweite Auflage des Buches erfolgte 1976.
Die Einstellung Ervens zu Wissenschaften und Universitäten verdeutlicht er im Vorwort seines Buches Mein Paradies (1981): „Umfassenderes lernst Du in den Wäldern als in Büchern. Holz und Steine lehren Dich, was Du von den Professoren nicht hören kannst.“ (zitiert nach dem lat. Original von Bernhard von Clairvaux). Das Zitat erhielt Erven in einem Brief vom 16. Juli 1977 von Heinrich Carl Weltzien, Direktor und Professor am Institut für Pflanzenkrankheiten in Bonn, der kurz zuvor die Private biologische Versuchs- und Lehranstalt besucht hatte.
1973 lernte das Ehepaar Erven Ursula Venator kennen, der ab dieser Zeit die Organisation der Vorträge und Korrespondenz der Versuchs- und Lehranstalt übertragen wurde. Später übernahm Venator das Erbe des Ehepaars Erven und führte den Betrieb nach biologisch-dynamischen Anbaumethoden weiter. 1979 starb seine Ehefrau Lilli Erven (geb. Mertens).
Als Anerkennung der Verdienste des Bürgers der Stadt Remagen benennt diese 1980 die Straße, die an dem Gelände von Erven vorbeiführt, um von „Auf Plattborn“ zu „Am Paradies“. Am 14. Mai 1990 wurde Heinz Erven als Vorreiter des ökologischen Landbaus und für die damit verbundenen Verdienste auf dem Gebiet des Natur- und Umweltschutzes mit der Ehrenplakette des Landkreises Ahrweiler ausgezeichnet.
Wertschätzung seiner Leistungen als Vorreiter des ökologischen Landbaus erhielt Erven von Jo Leinen und Gustav Wellenstein. Für seine seit 1948 geleistete Pionierarbeit und sein Engagement im Aufbau eines ökologischen Obst- und Gemüseareals wird Erven 1990 mit dem Förderpreis ökologischer Landbau, gestiftet von der Würzburger Hofbräu AG, ausgezeichnet.
Erven´s 1981 im Selbstverlag veröffentlichtes Buch "Mein Paradies" erscheint 1981 und 1986 in den Niederlanden (Mijn Paradijs. De Kleine Aarde, Boxtel), 1984 in Frankreich (Mon paradis. 32 années d'expérience d'un praticien du maraîchage et de l'arboriculture biologiques. Terre vivante, Paris) und 2006 in Rumänien (Paradisul meu. Experienta de 32 de ani a unui specialist în legumicultura si pomicultura biologica. Editura Altius Media, Colectia Agricultura ecologica).

## Veröffentlichungen
- Erven, Heinz. 1981: Mein Paradies – 32jährige Erfahrungen eines Praktikers im naturgemäßen Obst und Gemüsebau. Heinz Erven, Remagen. Mit Beiträgen von Ursula Venator und Dietmar Schröder (Institut für Bodenkunde der Universität Bonn).
- Erven, Heinz. 2006: Meine Hochbeete – Optimale Erträge auf kleinstem Gartenraum. EMU Verlag, Lahnstein, ISBN 3-89189-150-4.

## Dokumentarfilme
- Der fröhliche Landmann im Paradies, 1977. WDR Westdeutscher Rundfunk Köln, Redaktion: Fritz Breuer / Filmautoren: Hans Diedenhofen und Barbara Rast, 45 min. Fernsehfilm.
- Früchte ohne Gift – Heinz Erven und sein Paradies (Dokumentarfilm), Hans-Ernst Weitzel, 1987. WDR, Weitzel Filmproduktion, Spabrücken. 16 mm Lichttonfilm / VHS Videokassette, 29 min: Der Film stellt das „Paradies“, den ökologisch wirtschaftenden Obstanbaubetrieb des fast 90-jährigen Heinz Erven, vor. Dieser verzichtet seit Jahrzehnten völlig auf Gift und Kunstdünger und hat dennoch überdurchschnittliche Erträge. Er schildert seine Grundgedanken beim Aufbau des Hofs und gibt wertvolle Hinweise für den naturnahen Obstanbau, die sowohl im Privatgarten als auch im Erwerbsbetrieb angewandt werden können (Standorte: s. Weblinks).

## Presseberichte
- Heinz’in cenneti; bir meyve bahçesi, 18. Juli 2005. Victor Ananias Selman, Buğday Ecological Living Portal, İstanbul/Turkey (Türkisches Internetportal für ökologische Themen). (http://www.bugday.org/article.php?ID=777&action=results&poll_ident=12) 29. August 2009.
- Organic catching on even in Washington - Organic gardening? At 1600 Pennsylvania Avenue?, 20. Juni 2009. Frances Lamberts, Herald & Tribune, Jonesborough/Tennessee/USA. (http://www.heraldandtribune.com/Detail.php?Cat=OPED&ID=58118) 29. August 2009.